# 동경 32도
동경 32도(東經32度)는 본초 자오선에서 동쪽으로 32도 떨어진 경선이다. 북극점에서 시작하여 북극해, 유럽, 터키, 아프리카, 인도양, 남극해, 남극을 거쳐 남극점에 이른다.
동경 32도는 서경 148도와 이어져 지구의 둘레를 이룬다.
북극점에서 남극점까지 동경 32도선은 다음 지역을 지나간다.
| 좌표                                                  | 나라, 지역, 해역  | 주석                                           |
| ----------------------------------------------------- | ----------------- | ---------------------------------------------- |
| 북위 90° 0′ 동경 32° 0′  / 북위 90.000° 동경 32.000°  | 북극해            |                                                |
| 북위 80° 14′ 동경 32° 0′  / 북위 80.233° 동경 32.000° | 노르웨이          | 노르웨이의 영토인 스발바르 제도의 크비퇴위아섬 |
| 북위 80° 4′ 동경 32° 0′  / 북위 80.067° 동경 32.000°  | 바렌츠해          |                                                |
| 북위 69° 56′ 동경 32° 0′  / 북위 69.933° 동경 32.000° | 러시아            | 라도가호를 통과함                              |
| 북위 53° 48′ 동경 32° 0′  / 북위 53.800° 동경 32.000° | 벨라루스          |                                                |
| 북위 53° 5′ 동경 32° 0′  / 북위 53.083° 동경 32.000°  | 러시아            |                                                |
| 북위 52° 1′ 동경 32° 0′  / 북위 52.017° 동경 32.000°  | 우크라이나        |                                                |
| 북위 46° 11′ 동경 32° 0′  / 북위 46.183° 동경 32.000° | 흑해              |                                                |
| 북위 41° 33′ 동경 32° 0′  / 북위 41.550° 동경 32.000° | 튀르키예          |                                                |
| 북위 36° 22′ 동경 32° 0′  / 북위 36.367° 동경 32.000° | 지중해            |                                                |
| 북위 31° 25′ 동경 32° 0′  / 북위 31.417° 동경 32.000° | 이집트            |                                                |
| 북위 22° 0′ 동경 32° 0′  / 북위 22.000° 동경 32.000°  | 수단              |                                                |
| 북위 3° 35′ 동경 32° 0′  / 북위 3.583° 동경 32.000°   | 우간다            |                                                |
| 남위 0° 5′ 동경 32° 0′  / 남위 0.083° 동경 32.000°    | 빅토리아호        |                                                |
| 남위 0° 15′ 동경 32° 0′  / 남위 0.250° 동경 32.000°   | 우간다            |                                                |
| 남위 0° 18′ 동경 32° 0′  / 남위 0.300° 동경 32.000°   | 빅토리아호        |                                                |
| 남위 2° 15′ 동경 32° 0′  / 남위 2.250° 동경 32.000°   | 탄자니아          |                                                |
| 남위 9° 4′ 동경 32° 0′  / 남위 9.067° 동경 32.000°    | 잠비아            |                                                |
| 남위 14° 24′ 동경 32° 0′  / 남위 14.400° 동경 32.000° | 모잠비크          |                                                |
| 남위 16° 26′ 동경 32° 0′  / 남위 16.433° 동경 32.000° | 짐바브웨          |                                                |
| 남위 21° 44′ 동경 32° 0′  / 남위 21.733° 동경 32.000° | 모잠비크          |                                                |
| 남위 24° 22′ 동경 32° 0′  / 남위 24.367° 동경 32.000° | 남아프리카 공화국 | 음푸말랑가주                                   |
| 남위 25° 25′ 동경 32° 0′  / 남위 25.417° 동경 32.000° | 모잠비크          | 11km 정도                                      |
| 남위 25° 31′ 동경 32° 0′  / 남위 25.517° 동경 32.000° | 남아프리카 공화국 | 음푸말랑가주 - 16km 정도                       |
| 남위 25° 40′ 동경 32° 0′  / 남위 25.667° 동경 32.000° | 모잠비크          |                                                |
| 남위 25° 59′ 동경 32° 0′  / 남위 25.983° 동경 32.000° | 에스와티니        |                                                |
| 남위 26° 54′ 동경 32° 0′  / 남위 26.900° 동경 32.000° | 남아프리카 공화국 | 콰줄루나탈주                                   |
| 남위 28° 53′ 동경 32° 0′  / 남위 28.883° 동경 32.000° | 인도양            |                                                |
| 남위 60° 0′ 동경 32° 0′  / 남위 60.000° 동경 32.000°  | 남극해            |                                                |
| 남위 69° 4′ 동경 32° 0′  / 남위 69.067° 동경 32.000°  | 남극              | 퀸모드랜드, 노르웨이가 영유권을 주장한다.      |

## 같이 보기
- 동경 31도
- 동경 33도